# ستراد بينك للسيدات 2024
ستراد بينك للسيدات 2024 هو سباق دراجات هوائية من فئة  1.1، وهو الموسم العاشر من ستراد بينك للسيدات، وأقيم في 2 مارس 2024 ضمن سباقات طواف العالم للدراجات للسيدات 2024، وشارك فيه  142 متسابقاً ووصل إلى نهايته  55 متسابقاً.
فاز بالمركز الأول، وتصدر تصنيف طواف العالم لوت كوبيكي، وفاز بالمركز الثاني إليسا ونغو بورغيني، وفاز بالمركز الثالث ديمي فوليرينغ.

## الفرق
| فرق سيدات عالمية (14)- إن إكس تي جي ريسينغ ‏ - كانيون–إس آر إيه إم ريسينغ 2024 ‏ - Ceratizit Pro Cycling ‏ - FDJ–Suez ‏ - بلانتور بورا سيلينج تيم ‏ - رالي سايكلنج 2024 ‏ - Lidl–Trek (women's team) ‏ - Liv AlUla Jayco ‏ - موفيستار للسيدات ‏ - فريق سنويب للسيدات ‏ - إس دي وركس ‏ - جامبو فيسما للسيدات ‏ - يو أي أيه تيم 2024 ‏ - فريق أونو إكس برو للدراجات للسيدات ‏ فرق دراجات قارية سيدات (10)- Aromitalia–Basso Bikes–Vaiano ‏ - Born To Win–Zhiraf–G20 ‏ - بيبينك ‏ - Cofidis Women Team ‏ - EF Education–Oatly ‏ - Isolmant–Premac–Vittoria ‏ - لابورال كوتكسا فونداسيون يوسكادي ‏ - Team Mendelspeck ‏ - طشقند سيتي 2024 ‏ - توب قيرلز فسى برتولو ‏ |  |
| |  |

## المشاركون
| إس دي وركس ‏ SDW | إس دي وركس ‏ SDW          | إس دي وركس ‏ SDW |
| --------------- | ------------------------ | --------------- |
| م               | عداء                     | مرتبة           |
| 1               | ديمي فوليرينغ (طريق)     | 3               |
| 2               | Mischa Bredewold ‏ (طريق) | 52              |
| 3               | إيلينا سيتشيني           | 53              |
| 4               | Niamh Fisher-Black ‏      | 21              |
| 5               | باربرا جوارشي            | لم يكمل السباق  |
| 6               | لوت كوبيكي (طريق)        | 1               |

| إن إكس تي جي ريسينغ ‏ AGS | إن إكس تي جي ريسينغ ‏ AGS | إن إكس تي جي ريسينغ ‏ AGS |
| ------------------------ | ------------------------ | ------------------------ |
| م                        | عداء                     | مرتبة                    |
| 11                       | آشلي مولمان              | 17                       |
| 12                       | Mireia Benito ‏           | 37                       |
| 13                       | Julia Borgström ‏         | لم يكمل السباق           |
| 14                       | Justine Ghekiere ‏        | لم يكمل السباق           |
| 15                       | كيمبرلي لي كورت          | 25                       |
| 16                       | Gaia Masetti ‏            | 44                       |

| Aromitalia–Basso Bikes–Vaiano ‏ VAI | Aromitalia–Basso Bikes–Vaiano ‏ VAI | Aromitalia–Basso Bikes–Vaiano ‏ VAI |
| ---------------------------------- | ---------------------------------- | ---------------------------------- |
| م                                  | عداء                               | مرتبة                              |
| 21                                 | راسا ليليفيتو                      | لم يكمل السباق                     |
| 22                                 | ITA                                | لم يكمل السباق                     |
| 23                                 | Ainhoa Moreno‏                      | لم يكمل السباق                     |
| 24                                 | Serena Semoli‏                      | لم يكمل السباق                     |
| 25                                 | Elisa Tottolo‏                      | لم يكمل السباق                     |
| 26                                 | Valentina Zanzi‏                    | لم يكمل السباق                     |

| بيبينك ‏ BPK | بيبينك ‏ BPK                   | بيبينك ‏ BPK    |
| ----------- | ----------------------------- | -------------- |
| م           | عداء                          | مرتبة          |
| 31          | Irene Cagnazzo‏                | لم يكمل السباق |
| 32          | Ana Vitória Magalhães ‏ (طريق) | لم يكمل السباق |
| 33          | Nora Jenčušová ‏ (طريق)        | لم يكمل السباق |
| 34          | Martina Testa‏                 | لم يكمل السباق |
| 35          | Monica Trinca Colonel ‏        | 38             |
| 36          | Elisa Valtulini‏               | لم يكمل السباق |

| BTC City Ljubljana ‏ ___ | BTC City Ljubljana ‏ ___ | BTC City Ljubljana ‏ ___ |
| ----------------------- | ----------------------- | ----------------------- |
| م                       | عداء                    | مرتبة                   |
| 41                      | ITA                     | لم يكمل السباق          |

| Born To Win–Zhiraf–G20 ‏ BZA | Born To Win–Zhiraf–G20 ‏ BZA | Born To Win–Zhiraf–G20 ‏ BZA |
| --------------------------- | --------------------------- | --------------------------- |
| م                           | عداء                        | مرتبة                       |
| 42                          | SLO                         | لم يكمل السباق              |

| BTC City Ljubljana ‏ ___ | BTC City Ljubljana ‏ ___ | BTC City Ljubljana ‏ ___ |
| ----------------------- | ----------------------- | ----------------------- |
| م                       | عداء                    | مرتبة                   |
| 43                      | Pija Galof‏              | لم يكمل السباق          |
| 44                      | ITA                     | لم يكمل السباق          |
| 45                      | Urša Pintar ‏ (طريق)     | لم يكمل السباق          |

| Born To Win–Zhiraf–G20 ‏ BZA | Born To Win–Zhiraf–G20 ‏ BZA | Born To Win–Zhiraf–G20 ‏ BZA |
| --------------------------- | --------------------------- | --------------------------- |
| م                           | عداء                        | مرتبة                       |
| 46                          | Yelizaveta Sklyarova‏        | لم يكمل السباق              |

| كانيون–إس آر إيه إم ‏ CSR | كانيون–إس آر إيه إم ‏ CSR | كانيون–إس آر إيه إم ‏ CSR |
| ------------------------ | ------------------------ | ------------------------ |
| م                        | عداء                     | مرتبة                    |
| 51                       | كاتارزينا نيفيادوما      | 4                        |
| 52                       | Ricarda Bauernfeind ‏     | 29                       |
| 53                       | Neve Bradbury ‏           | 24                       |
| 54                       | Elise Chabbey ‏           | 8                        |
| 55                       | ثريا بالادين             | 54                       |
| 56                       | Alice Towers ‏            | لم يكمل السباق           |

| Ceratizit Pro Cycling ‏ WNT | Ceratizit Pro Cycling ‏ WNT | Ceratizit Pro Cycling ‏ WNT |
| -------------------------- | -------------------------- | -------------------------- |
| م                          | عداء                       | مرتبة                      |
| 61                         | Marta Lach ‏                | لم يكمل السباق             |
| 62                         | Laura Asencio ‏             | لم يكمل السباق             |
| 63                         | Nina Berton ‏               | لم يكمل السباق             |
| 64                         | GER                        | لم يكمل السباق             |
| 65                         | Marta Jaskulska ‏           | لم يكمل السباق             |
| 66                         | Cédrine Kerbaol ‏           | 42                         |

| Cofidis Women Team ‏ COF | Cofidis Women Team ‏ COF  | Cofidis Women Team ‏ COF |
| ----------------------- | ------------------------ | ----------------------- |
| م                       | عداء                     | مرتبة                   |
| 71                      | Victoire Berteau ‏ (طريق) | 32                      |
| 72                      | Julie Bego ‏              | لم يكمل السباق          |
| 73                      | FRA                      | لم يكمل السباق          |
| 74                      | Morgane Coston ‏          | 30                      |
| 75                      | Špela Kern ‏              | 47                      |
| 76                      | Nikola Nosková ‏          | لم يكمل السباق          |

| EF Education–Oatly ‏ EFC | EF Education–Oatly ‏ EFC | EF Education–Oatly ‏ EFC |
| ----------------------- | ----------------------- | ----------------------- |
| م                       | عداء                    | مرتبة                   |
| 81                      | Letizia Borghesi ‏       | لم يكمل السباق          |
| 82                      | كريستين فولكنر          | 6                       |
| 83                      | أليسون جاكسون (طريق)    | لم يكمل السباق          |
| 84                      | Noemi Rüegg ‏            | 35                      |
| 85                      | Coryn Labecki           | لم يكمل السباق          |
| 86                      | Magdeleine Vallieres ‏   | لم يكمل السباق          |

| FDJ–Suez ‏ FST | FDJ–Suez ‏ FST  | FDJ–Suez ‏ FST |
| ------------- | -------------- | ------------- |
| م             | عداء           | مرتبة         |
| 91            | غريس براون     | 49            |
| 92            | Loes Adegeest ‏ | 50            |
| 93            | Léa Curinier ‏  | 19            |
| 94            | Amber Kraak ‏   | 18            |
| 95            | Évita Muzic ‏   | 10            |
| 96            | جادي فيل       | 45            |

| بلانتور بورا سيلينج تيم ‏ FED | بلانتور بورا سيلينج تيم ‏ FED | بلانتور بورا سيلينج تيم ‏ FED |
| ---------------------------- | ---------------------------- | ---------------------------- |
| م                            | عداء                         | مرتبة                        |
| 101                          | Puck Pieterse ‏               | 13                           |
| 102                          | Yara Kastelijn ‏              | 11                           |
| 103                          | Greta Marturano ‏             | لم يكمل السباق               |
| 104                          | Pauliena Rooijakkers ‏        | 28                           |
| 105                          | Christina Schweinberger ‏     | 15                           |
| 106                          | Marthe Truyen ‏               | لم يكمل السباق               |

| رالي سايكلنج ‏ HPH | رالي سايكلنج ‏ HPH | رالي سايكلنج ‏ HPH |
| ----------------- | ----------------- | ----------------- |
| م                 | عداء              | مرتبة             |
| 111               | Katia Ragusa ‏     | لم يكمل السباق    |
| 112               | Yuliia Biriukova ‏ | لم يكمل السباق    |
| 113               | روث ويندر         | لم يكمل السباق    |
| 114               | Barbara Malcotti ‏ | 26                |
| 115               | ليلي وليامز       | 55                |
| 116               | Silvia Zanardi ‏   | لم يكمل السباق    |

| Isolmant–Premac–Vittoria ‏ SBT | Isolmant–Premac–Vittoria ‏ SBT | Isolmant–Premac–Vittoria ‏ SBT |
| ----------------------------- | ----------------------------- | ----------------------------- |
| م                             | عداء                          | مرتبة                         |
| 121                           | Beatrice Rossato ‏             | لم يكمل السباق                |
| 122                           | Valeria Curnis‏                | لم يكمل السباق                |
| 123                           | Sara Mazzorana‏                | لم يكمل السباق                |
| 124                           | Sonia Rossetti‏                | لم يكمل السباق                |
| 125                           | Marta Zanga‏                   | لم يكمل السباق                |
| 126                           | ITA                           | لم يكمل السباق                |

| لابورال كوتكسا فونداسيون يوسكادي ‏ LKF | لابورال كوتكسا فونداسيون يوسكادي ‏ LKF | لابورال كوتكسا فونداسيون يوسكادي ‏ LKF |
| ------------------------------------- | ------------------------------------- | ------------------------------------- |
| م                                     | عداء                                  | مرتبة                                 |
| 131                                   | Lourdes Oyarbide ‏                     | لم يكمل السباق                        |
| 132                                   | Nadia Quagliotto ‏                     | لم يكمل السباق                        |
| 133                                   | أني سانستيبان                         | 43                                    |
| 134                                   | Debora Silvestri ‏                     | لم يكمل السباق                        |
| 135                                   | Laura Tomasi ‏                         | لم يكمل السباق                        |
| 136                                   | ITA                                   | لم يكمل السباق                        |

| Lidl–Trek (women's team) ‏ LTK | Lidl–Trek (women's team) ‏ LTK | Lidl–Trek (women's team) ‏ LTK |
| ----------------------------- | ----------------------------- | ----------------------------- |
| م                             | عداء                          | مرتبة                         |
| 141                           | إليسا ونغو بورغيني (طريق)     | 2                             |
| 142                           | برودي شابمان                  | 34                            |
| 143                           | Lizzie Deignan                | 27                            |
| 144                           | Lauretta Hanson ‏              | 36                            |
| 145                           | أماندا سبرات                  | 20                            |
| 146                           | شيرين فان أنروي               | 5                             |

| Liv AlUla Jayco ‏ LAJ | Liv AlUla Jayco ‏ LAJ            | Liv AlUla Jayco ‏ LAJ |
| -------------------- | ------------------------------- | -------------------- |
| م                    | عداء                            | مرتبة                |
| 151                  | مارغريتا فيكتوريا غارسيا (طريق) | 12                   |
| 152                  | Caroline Andersson ‏             | 16                   |
| 153                  | Alexandra Manly ‏                | لم يكمل السباق       |
| 154                  | Amber Pate ‏                     | لم يكمل السباق       |
| 155                  | Ruby Roseman-Gannon ‏ (طريق)     | لم يكمل السباق       |
| 156                  | Ella Wyllie ‏                    | لم يكمل السباق       |

| موفيستار للسيدات ‏ MOV | موفيستار للسيدات ‏ MOV         | موفيستار للسيدات ‏ MOV |
| --------------------- | ----------------------------- | --------------------- |
| م                     | عداء                          | مرتبة                 |
| 161                   | Mareille Meijering ‏           | 31                    |
| 162                   | Olivia Baril ‏                 | 46                    |
| 163                   | Jelena Erić (cyclist) ‏ (طريق) | لم يكمل السباق        |
| 164                   | فلورتجي ماكايج                | لم يكمل السباق        |
| 165                   | سارا مارتين                   | لم يكمل السباق        |
| 166                   | Paula Patiño ‏ (طريق)          | 41                    |

| Tashkent City Women Professional Cycling Team ‏ TCW | Tashkent City Women Professional Cycling Team ‏ TCW | Tashkent City Women Professional Cycling Team ‏ TCW |
| -------------------------------------------------- | -------------------------------------------------- | -------------------------------------------------- |
| م                                                  | عداء                                               | مرتبة                                              |
| 171                                                | Yanina Kuskova ‏                                    | لم يكمل السباق                                     |
| 172                                                | UZB                                                | لم يكمل السباق                                     |
| 173                                                | UZB                                                | لم يكمل السباق                                     |
| 174                                                | Asal Rizaeva‏                                       | لم يكمل السباق                                     |
| 175                                                | UZB                                                | لم يكمل السباق                                     |
| 176                                                | UZB                                                | لم يكمل السباق                                     |

| فريق سنويب للسيدات ‏ DFP | فريق سنويب للسيدات ‏ DFP | فريق سنويب للسيدات ‏ DFP |
| ----------------------- | ----------------------- | ----------------------- |
| م                       | عداء                    | مرتبة                   |
| 181                     | Francesca Barale ‏       | 39                      |
| 182                     | Eleonora Ciabocco ‏      | لم يكمل السباق          |
| 183                     | فايفر جورجي (طريق)      | لم يكمل السباق          |
| 184                     | Nienke Vinke ‏           | لم يكمل السباق          |
| 185                     | Josie Nelson ‏           | لم يكمل السباق          |

| Team Mendelspeck ‏ MDS | Team Mendelspeck ‏ MDS | Team Mendelspeck ‏ MDS |
| --------------------- | --------------------- | --------------------- |
| م                     | عداء                  | مرتبة                 |
| 191                   | Michela De Grandis‏    | لم يكمل السباق        |
| 192                   | ITA                   | لم يكمل السباق        |
| 193                   | Giulia Miotto‏         | لم يكمل السباق        |
| 194                   | ITA                   | لم يكمل السباق        |
| 195                   | Giulia Vallotto‏       | لم يكمل السباق        |
| 196                   | Emma Zanetti‏          | لم يكمل السباق        |

| جامبو فيسما للسيدات ‏ TVL | جامبو فيسما للسيدات ‏ TVL | جامبو فيسما للسيدات ‏ TVL |
| ------------------------ | ------------------------ | ------------------------ |
| م                        | عداء                     | مرتبة                    |
| 201                      | ماريان فوس               | 9                        |
| 202                      | ريجان ماركوس             | 7                        |
| 203                      | Lieke Nooijen ‏           | لم يكمل السباق           |
| 204                      | NED                      | 51                       |
| 205                      | Margaux Vigié ‏           | لم يكمل السباق           |
| 206                      | NED                      | 48                       |

| توب قيرلز فسى برتولو ‏ TOP | توب قيرلز فسى برتولو ‏ TOP | توب قيرلز فسى برتولو ‏ TOP |
| ------------------------- | ------------------------- | ------------------------- |
| م                         | عداء                      | مرتبة                     |
| 211                       | ITA                       | لم يكمل السباق            |
| 212                       | Giorgia Bariani ‏          | لم يكمل السباق            |
| 213                       | ITA                       | لم يكمل السباق            |
| 214                       | Elisa De Vallier‏          | لم يكمل السباق            |
| 215                       | Iris Monticolo ‏           | لم يكمل السباق            |
| 216                       | Gaia Segato‏               | لم يكمل السباق            |

| يو أي أيه تيم ‏ UAD | يو أي أيه تيم ‏ UAD | يو أي أيه تيم ‏ UAD |
| ------------------ | ------------------ | ------------------ |
| م                  | عداء               | مرتبة              |
| 221                | Silvia Persico ‏    | 14                 |
| 222                | ألينا أمياليوسيك   | 23                 |
| 223                | Mikayla Harvey ‏    | لم يكمل السباق     |
| 224                | إيريكا ماجندي      | 33                 |
| 225                | Tereza Neumanová ‏  | لم يكمل السباق     |
| 226                | Karlijn Swinkels ‏  | لم يكمل السباق     |

| فريق أونو إكس برو للدراجات للسيدات ‏ UXM | فريق أونو إكس برو للدراجات للسيدات ‏ UXM | فريق أونو إكس برو للدراجات للسيدات ‏ UXM |
| --------------------------------------- | --------------------------------------- | --------------------------------------- |
| م                                       | عداء                                    | مرتبة                                   |
| 231                                     | Simone Boilard ‏                         | لم يكمل السباق                          |
| 232                                     | Katrine Aalerud ‏                        | لم يكمل السباق                          |
| 234                                     | Marte Berg Edseth ‏                      | 40                                      |
| 235                                     | Rebecca Koerner ‏ (طريق)                 | لم يكمل السباق                          |
| 236                                     | أنوسكا كوستر                            | 22                                      |

| إس دي وركس ‏ SDW | إس دي وركس ‏ SDW          | إس دي وركس ‏ SDW |
| --------------- | ------------------------ | --------------- |
| م               | عداء                     | مرتبة           |
| 1               | ديمي فوليرينغ (طريق)     | 3               |
| 2               | Mischa Bredewold ‏ (طريق) | 52              |
| 3               | إيلينا سيتشيني           | 53              |
| 4               | Niamh Fisher-Black ‏      | 21              |
| 5               | باربرا جوارشي            | لم يكمل السباق  |
| 6               | لوت كوبيكي (طريق)        | 1               |

| إن إكس تي جي ريسينغ ‏ AGS | إن إكس تي جي ريسينغ ‏ AGS | إن إكس تي جي ريسينغ ‏ AGS |
| ------------------------ | ------------------------ | ------------------------ |
| م                        | عداء                     | مرتبة                    |
| 11                       | آشلي مولمان              | 17                       |
| 12                       | Mireia Benito ‏           | 37                       |
| 13                       | Julia Borgström ‏         | لم يكمل السباق           |
| 14                       | Justine Ghekiere ‏        | لم يكمل السباق           |
| 15                       | كيمبرلي لي كورت          | 25                       |
| 16                       | Gaia Masetti ‏            | 44                       |

| Aromitalia–Basso Bikes–Vaiano ‏ VAI | Aromitalia–Basso Bikes–Vaiano ‏ VAI | Aromitalia–Basso Bikes–Vaiano ‏ VAI |
| ---------------------------------- | ---------------------------------- | ---------------------------------- |
| م                                  | عداء                               | مرتبة                              |
| 21                                 | راسا ليليفيتو                      | لم يكمل السباق                     |
| 22                                 | ITA                                | لم يكمل السباق                     |
| 23                                 | Ainhoa Moreno‏                      | لم يكمل السباق                     |
| 24                                 | Serena Semoli‏                      | لم يكمل السباق                     |
| 25                                 | Elisa Tottolo‏                      | لم يكمل السباق                     |
| 26                                 | Valentina Zanzi‏                    | لم يكمل السباق                     |

| بيبينك ‏ BPK | بيبينك ‏ BPK                   | بيبينك ‏ BPK    |
| ----------- | ----------------------------- | -------------- |
| م           | عداء                          | مرتبة          |
| 31          | Irene Cagnazzo‏                | لم يكمل السباق |
| 32          | Ana Vitória Magalhães ‏ (طريق) | لم يكمل السباق |
| 33          | Nora Jenčušová ‏ (طريق)        | لم يكمل السباق |
| 34          | Martina Testa‏                 | لم يكمل السباق |
| 35          | Monica Trinca Colonel ‏        | 38             |
| 36          | Elisa Valtulini‏               | لم يكمل السباق |

| BTC City Ljubljana ‏ ___ | BTC City Ljubljana ‏ ___ | BTC City Ljubljana ‏ ___ |
| ----------------------- | ----------------------- | ----------------------- |
| م                       | عداء                    | مرتبة                   |
| 41                      | ITA                     | لم يكمل السباق          |

| Born To Win–Zhiraf–G20 ‏ BZA | Born To Win–Zhiraf–G20 ‏ BZA | Born To Win–Zhiraf–G20 ‏ BZA |
| --------------------------- | --------------------------- | --------------------------- |
| م                           | عداء                        | مرتبة                       |
| 42                          | SLO                         | لم يكمل السباق              |

| BTC City Ljubljana ‏ ___ | BTC City Ljubljana ‏ ___ | BTC City Ljubljana ‏ ___ |
| ----------------------- | ----------------------- | ----------------------- |
| م                       | عداء                    | مرتبة                   |
| 43                      | Pija Galof‏              | لم يكمل السباق          |
| 44                      | ITA                     | لم يكمل السباق          |
| 45                      | Urša Pintar ‏ (طريق)     | لم يكمل السباق          |

| Born To Win–Zhiraf–G20 ‏ BZA | Born To Win–Zhiraf–G20 ‏ BZA | Born To Win–Zhiraf–G20 ‏ BZA |
| --------------------------- | --------------------------- | --------------------------- |
| م                           | عداء                        | مرتبة                       |
| 46                          | Yelizaveta Sklyarova‏        | لم يكمل السباق              |

| كانيون–إس آر إيه إم ‏ CSR | كانيون–إس آر إيه إم ‏ CSR | كانيون–إس آر إيه إم ‏ CSR |
| ------------------------ | ------------------------ | ------------------------ |
| م                        | عداء                     | مرتبة                    |
| 51                       | كاتارزينا نيفيادوما      | 4                        |
| 52                       | Ricarda Bauernfeind ‏     | 29                       |
| 53                       | Neve Bradbury ‏           | 24                       |
| 54                       | Elise Chabbey ‏           | 8                        |
| 55                       | ثريا بالادين             | 54                       |
| 56                       | Alice Towers ‏            | لم يكمل السباق           |

| Ceratizit Pro Cycling ‏ WNT | Ceratizit Pro Cycling ‏ WNT | Ceratizit Pro Cycling ‏ WNT |
| -------------------------- | -------------------------- | -------------------------- |
| م                          | عداء                       | مرتبة                      |
| 61                         | Marta Lach ‏                | لم يكمل السباق             |
| 62                         | Laura Asencio ‏             | لم يكمل السباق             |
| 63                         | Nina Berton ‏               | لم يكمل السباق             |
| 64                         | GER                        | لم يكمل السباق             |
| 65                         | Marta Jaskulska ‏           | لم يكمل السباق             |
| 66                         | Cédrine Kerbaol ‏           | 42                         |

| Cofidis Women Team ‏ COF | Cofidis Women Team ‏ COF  | Cofidis Women Team ‏ COF |
| ----------------------- | ------------------------ | ----------------------- |
| م                       | عداء                     | مرتبة                   |
| 71                      | Victoire Berteau ‏ (طريق) | 32                      |
| 72                      | Julie Bego ‏              | لم يكمل السباق          |
| 73                      | FRA                      | لم يكمل السباق          |
| 74                      | Morgane Coston ‏          | 30                      |
| 75                      | Špela Kern ‏              | 47                      |
| 76                      | Nikola Nosková ‏          | لم يكمل السباق          |

| EF Education–Oatly ‏ EFC | EF Education–Oatly ‏ EFC | EF Education–Oatly ‏ EFC |
| ----------------------- | ----------------------- | ----------------------- |
| م                       | عداء                    | مرتبة                   |
| 81                      | Letizia Borghesi ‏       | لم يكمل السباق          |
| 82                      | كريستين فولكنر          | 6                       |
| 83                      | أليسون جاكسون (طريق)    | لم يكمل السباق          |
| 84                      | Noemi Rüegg ‏            | 35                      |
| 85                      | Coryn Labecki           | لم يكمل السباق          |
| 86                      | Magdeleine Vallieres ‏   | لم يكمل السباق          |

| FDJ–Suez ‏ FST | FDJ–Suez ‏ FST  | FDJ–Suez ‏ FST |
| ------------- | -------------- | ------------- |
| م             | عداء           | مرتبة         |
| 91            | غريس براون     | 49            |
| 92            | Loes Adegeest ‏ | 50            |
| 93            | Léa Curinier ‏  | 19            |
| 94            | Amber Kraak ‏   | 18            |
| 95            | Évita Muzic ‏   | 10            |
| 96            | جادي فيل       | 45            |

| بلانتور بورا سيلينج تيم ‏ FED | بلانتور بورا سيلينج تيم ‏ FED | بلانتور بورا سيلينج تيم ‏ FED |
| ---------------------------- | ---------------------------- | ---------------------------- |
| م                            | عداء                         | مرتبة                        |
| 101                          | Puck Pieterse ‏               | 13                           |
| 102                          | Yara Kastelijn ‏              | 11                           |
| 103                          | Greta Marturano ‏             | لم يكمل السباق               |
| 104                          | Pauliena Rooijakkers ‏        | 28                           |
| 105                          | Christina Schweinberger ‏     | 15                           |
| 106                          | Marthe Truyen ‏               | لم يكمل السباق               |

| رالي سايكلنج ‏ HPH | رالي سايكلنج ‏ HPH | رالي سايكلنج ‏ HPH |
| ----------------- | ----------------- | ----------------- |
| م                 | عداء              | مرتبة             |
| 111               | Katia Ragusa ‏     | لم يكمل السباق    |
| 112               | Yuliia Biriukova ‏ | لم يكمل السباق    |
| 113               | روث ويندر         | لم يكمل السباق    |
| 114               | Barbara Malcotti ‏ | 26                |
| 115               | ليلي وليامز       | 55                |
| 116               | Silvia Zanardi ‏   | لم يكمل السباق    |

| Isolmant–Premac–Vittoria ‏ SBT | Isolmant–Premac–Vittoria ‏ SBT | Isolmant–Premac–Vittoria ‏ SBT |
| ----------------------------- | ----------------------------- | ----------------------------- |
| م                             | عداء                          | مرتبة                         |
| 121                           | Beatrice Rossato ‏             | لم يكمل السباق                |
| 122                           | Valeria Curnis‏                | لم يكمل السباق                |
| 123                           | Sara Mazzorana‏                | لم يكمل السباق                |
| 124                           | Sonia Rossetti‏                | لم يكمل السباق                |
| 125                           | Marta Zanga‏                   | لم يكمل السباق                |
| 126                           | ITA                           | لم يكمل السباق                |

| لابورال كوتكسا فونداسيون يوسكادي ‏ LKF | لابورال كوتكسا فونداسيون يوسكادي ‏ LKF | لابورال كوتكسا فونداسيون يوسكادي ‏ LKF |
| ------------------------------------- | ------------------------------------- | ------------------------------------- |
| م                                     | عداء                                  | مرتبة                                 |
| 131                                   | Lourdes Oyarbide ‏                     | لم يكمل السباق                        |
| 132                                   | Nadia Quagliotto ‏                     | لم يكمل السباق                        |
| 133                                   | أني سانستيبان                         | 43                                    |
| 134                                   | Debora Silvestri ‏                     | لم يكمل السباق                        |
| 135                                   | Laura Tomasi ‏                         | لم يكمل السباق                        |
| 136                                   | ITA                                   | لم يكمل السباق                        |

| Lidl–Trek (women's team) ‏ LTK | Lidl–Trek (women's team) ‏ LTK | Lidl–Trek (women's team) ‏ LTK |
| ----------------------------- | ----------------------------- | ----------------------------- |
| م                             | عداء                          | مرتبة                         |
| 141                           | إليسا ونغو بورغيني (طريق)     | 2                             |
| 142                           | برودي شابمان                  | 34                            |
| 143                           | Lizzie Deignan                | 27                            |
| 144                           | Lauretta Hanson ‏              | 36                            |
| 145                           | أماندا سبرات                  | 20                            |
| 146                           | شيرين فان أنروي               | 5                             |

| Liv AlUla Jayco ‏ LAJ | Liv AlUla Jayco ‏ LAJ            | Liv AlUla Jayco ‏ LAJ |
| -------------------- | ------------------------------- | -------------------- |
| م                    | عداء                            | مرتبة                |
| 151                  | مارغريتا فيكتوريا غارسيا (طريق) | 12                   |
| 152                  | Caroline Andersson ‏             | 16                   |
| 153                  | Alexandra Manly ‏                | لم يكمل السباق       |
| 154                  | Amber Pate ‏                     | لم يكمل السباق       |
| 155                  | Ruby Roseman-Gannon ‏ (طريق)     | لم يكمل السباق       |
| 156                  | Ella Wyllie ‏                    | لم يكمل السباق       |

| موفيستار للسيدات ‏ MOV | موفيستار للسيدات ‏ MOV         | موفيستار للسيدات ‏ MOV |
| --------------------- | ----------------------------- | --------------------- |
| م                     | عداء                          | مرتبة                 |
| 161                   | Mareille Meijering ‏           | 31                    |
| 162                   | Olivia Baril ‏                 | 46                    |
| 163                   | Jelena Erić (cyclist) ‏ (طريق) | لم يكمل السباق        |
| 164                   | فلورتجي ماكايج                | لم يكمل السباق        |
| 165                   | سارا مارتين                   | لم يكمل السباق        |
| 166                   | Paula Patiño ‏ (طريق)          | 41                    |

| Tashkent City Women Professional Cycling Team ‏ TCW | Tashkent City Women Professional Cycling Team ‏ TCW | Tashkent City Women Professional Cycling Team ‏ TCW |
| -------------------------------------------------- | -------------------------------------------------- | -------------------------------------------------- |
| م                                                  | عداء                                               | مرتبة                                              |
| 171                                                | Yanina Kuskova ‏                                    | لم يكمل السباق                                     |
| 172                                                | UZB                                                | لم يكمل السباق                                     |
| 173                                                | UZB                                                | لم يكمل السباق                                     |
| 174                                                | Asal Rizaeva‏                                       | لم يكمل السباق                                     |
| 175                                                | UZB                                                | لم يكمل السباق                                     |
| 176                                                | UZB                                                | لم يكمل السباق                                     |

| فريق سنويب للسيدات ‏ DFP | فريق سنويب للسيدات ‏ DFP | فريق سنويب للسيدات ‏ DFP |
| ----------------------- | ----------------------- | ----------------------- |
| م                       | عداء                    | مرتبة                   |
| 181                     | Francesca Barale ‏       | 39                      |
| 182                     | Eleonora Ciabocco ‏      | لم يكمل السباق          |
| 183                     | فايفر جورجي (طريق)      | لم يكمل السباق          |
| 184                     | Nienke Vinke ‏           | لم يكمل السباق          |
| 185                     | Josie Nelson ‏           | لم يكمل السباق          |

| Team Mendelspeck ‏ MDS | Team Mendelspeck ‏ MDS | Team Mendelspeck ‏ MDS |
| --------------------- | --------------------- | --------------------- |
| م                     | عداء                  | مرتبة                 |
| 191                   | Michela De Grandis‏    | لم يكمل السباق        |
| 192                   | ITA                   | لم يكمل السباق        |
| 193                   | Giulia Miotto‏         | لم يكمل السباق        |
| 194                   | ITA                   | لم يكمل السباق        |
| 195                   | Giulia Vallotto‏       | لم يكمل السباق        |
| 196                   | Emma Zanetti‏          | لم يكمل السباق        |

| جامبو فيسما للسيدات ‏ TVL | جامبو فيسما للسيدات ‏ TVL | جامبو فيسما للسيدات ‏ TVL |
| ------------------------ | ------------------------ | ------------------------ |
| م                        | عداء                     | مرتبة                    |
| 201                      | ماريان فوس               | 9                        |
| 202                      | ريجان ماركوس             | 7                        |
| 203                      | Lieke Nooijen ‏           | لم يكمل السباق           |
| 204                      | NED                      | 51                       |
| 205                      | Margaux Vigié ‏           | لم يكمل السباق           |
| 206                      | NED                      | 48                       |

| توب قيرلز فسى برتولو ‏ TOP | توب قيرلز فسى برتولو ‏ TOP | توب قيرلز فسى برتولو ‏ TOP |
| ------------------------- | ------------------------- | ------------------------- |
| م                         | عداء                      | مرتبة                     |
| 211                       | ITA                       | لم يكمل السباق            |
| 212                       | Giorgia Bariani ‏          | لم يكمل السباق            |
| 213                       | ITA                       | لم يكمل السباق            |
| 214                       | Elisa De Vallier‏          | لم يكمل السباق            |
| 215                       | Iris Monticolo ‏           | لم يكمل السباق            |
| 216                       | Gaia Segato‏               | لم يكمل السباق            |

| يو أي أيه تيم ‏ UAD | يو أي أيه تيم ‏ UAD | يو أي أيه تيم ‏ UAD |
| ------------------ | ------------------ | ------------------ |
| م                  | عداء               | مرتبة              |
| 221                | Silvia Persico ‏    | 14                 |
| 222                | ألينا أمياليوسيك   | 23                 |
| 223                | Mikayla Harvey ‏    | لم يكمل السباق     |
| 224                | إيريكا ماجندي      | 33                 |
| 225                | Tereza Neumanová ‏  | لم يكمل السباق     |
| 226                | Karlijn Swinkels ‏  | لم يكمل السباق     |

| فريق أونو إكس برو للدراجات للسيدات ‏ UXM | فريق أونو إكس برو للدراجات للسيدات ‏ UXM | فريق أونو إكس برو للدراجات للسيدات ‏ UXM |
| --------------------------------------- | --------------------------------------- | --------------------------------------- |
| م                                       | عداء                                    | مرتبة                                   |
| 231                                     | Simone Boilard ‏                         | لم يكمل السباق                          |
| 232                                     | Katrine Aalerud ‏                        | لم يكمل السباق                          |
| 234                                     | Marte Berg Edseth ‏                      | 40                                      |
| 235                                     | Rebecca Koerner ‏ (طريق)                 | لم يكمل السباق                          |
| 236                                     | أنوسكا كوستر                            | 22                                      |

## التصنيف العام النهائي
| التصنيف العام         | التصنيف العام        | التصنيف العام             | التصنيف العام | التصنيف العام |
| المتسابقة             | المتسابقة            | الفريق                    | الوقت         |               |
| --------------------- | -------------------- | ------------------------- | ------------- | ------------- |
| 1                     | لوت كوبيكي           | إس دي وركس ‏               | 3 س 55 د 43 ث |               |
| 2                     | إليسا ونغو بورغيني   | Lidl–Trek (women's team) ‏ | + 4 ث         |               |
| 3                     | ديمي فوليرينغ        | إس دي وركس ‏               | + 26 ث        |               |
| 4                     | Katarzyna Niewiadoma | كانيون–إس آر إيه إم ‏      | + 26 ث        |               |
| 5                     | شيرين فان أنروي      | Lidl–Trek (women's team) ‏ | + 40 ث        |               |
| 6                     | كريستين فولكنر       | EF Education–Oatly ‏       | + 41 ث        |               |
| 7                     | ريجان ماركوس         | جامبو فيسما للسيدات ‏      | + 1 د 01 ث    |               |
| 8                     | Elise Chabbey ‏       | كانيون–إس آر إيه إم ‏      | + 1 د 54 ث    |               |
| 9                     | ماريان فوس           | جامبو فيسما للسيدات ‏      | + 1 د 54 ث    |               |
| 10                    | Évita Muzic ‏         | FDJ–Suez ‏                 | + 1 د 54 ث    |               |
|                       |                      |                           |               |               |
| مصدر: ProCyclingStats |                      |                           |               |               |

### تصنيف النقاط
| تصنيف النقاط          | تصنيف النقاط         | تصنيف النقاط              | تصنيف النقاط | تصنيف النقاط |
| المتسابقة             | المتسابقة            | الفريق                    | النقاط       |              |
| --------------------- | -------------------- | ------------------------- | ------------ | ------------ |
| 1                     | لوت كوبيكي           | إس دي وركس ‏               | 1186 نقطة    |              |
| 2                     | إليسا ونغو بورغيني   | Lidl–Trek (women's team) ‏ | 715 نقطة     |              |
| 3                     | Neve Bradbury ‏       | كانيون–إس آر إيه إم ‏      | 694 نقطة     |              |
| 4                     | Dominika Włodarczyk ‏ | يو أي أيه تيم ‏            | 520 نقطة     |              |
| 5                     | Sarah Gigante ‏       | إن إكس تي جي ريسينغ ‏      | 514 نقطة     |              |
| 6                     | ماريان فوس           | جامبو فيسما للسيدات ‏      | 480 نقطة     |              |
| 7                     | Rosita Reijnhout ‏    | جامبو فيسما للسيدات ‏      | 448 نقطة     |              |
| 8                     | سيسيلي أوتوب لودفيغ  | FDJ–Suez ‏                 | 408 نقطة     |              |
| 9                     | ديمي فوليرينغ        | إس دي وركس ‏               | 400 نقطة     |              |
| 9                     | شيرين فان أنروي      | Lidl–Trek (women's team) ‏ | 400 نقطة     |              |
|                       |                      |                           |              |              |
| مصدر: ProCyclingStats |                      |                           |              |              |

## تصنيف الفرق

### الفرق حسب النقاط
| ترتيب الفرق حسب النقاط | ترتيب الفرق حسب النقاط                             | ترتيب الفرق حسب النقاط | ترتيب الفرق حسب النقاط |
| الفريق                 | الفريق                                             | النقاط                 |                        |
| ---------------------- | -------------------------------------------------- | ---------------------- | ---------------------- |
| 1                      | Lidl–Trek (women's team) ‏                          | 1866 نقطة              |                        |
| 2                      | إس دي وركس ‏                                        | 1862 نقطة              |                        |
| 3                      | كانيون–إس آر إيه إم ريسينغ 2024 ‏                   | 1510 نقطة              |                        |
| 4                      | جامبو فيسما للسيدات ‏                               | 1162 نقطة              |                        |
| 5                      | يو أي أيه تيم 2024 ‏                                | 1017 نقطة              |                        |
| 6                      | FDJ–Suez ‏                                          | 936 نقطة               |                        |
| 7                      | إن إكس تي جي ريسينغ ‏                               | 878 نقطة               |                        |
| 8                      | فريق سنويب للسيدات ‏                                | 829 نقطة               |                        |
| 9                      | Liv AlUla Jayco ‏                                   | 787 نقطة               |                        |
| 10                     | St. Michel–Preference Home–Auber93 (women's team) ‏ | 649 نقطة               |                        |
|                        |                                                    |                        |                        |
| مصدر: ProCyclingStats  |                                                    |                        |                        |

## تصانيف فرعية

### تصنيف أفضل شاب
| تصنيف أفضل شابة       | تصنيف أفضل شابة | تصنيف أفضل شابة           | تصنيف أفضل شابة | تصنيف أفضل شابة |
| المتسابقة             | المتسابقة       | الفريق                    | الوقت           |                 |
| --------------------- | --------------- | ------------------------- | --------------- | --------------- |
| 1                     | شيرين فان أنروي | Lidl–Trek (women's team) ‏ |                 |                 |
| 2                     | Neve Bradbury ‏  | كانيون–إس آر إيه إم ‏      |                 |                 |
| 3                     | Puck Pieterse ‏  | بلانتور بورا سيلينج تيم ‏  |                 |                 |
|                       |                 |                           |                 |                 |
| مصدر: ProCyclingStats |                 |                           |                 |                 |

## وصلات خارجية
- لمحة عن سباق ستراد بينك للسيدات 2024 على موقع  ProCyclingStats   (برو  سايكلنج  ستاتس) - إحصاءات  محترفي  الدراجات.
- ستراد بينك للسيدات 2024 على موقع إحصائيات الدراجات الإحترافية (الإنجليزية)